# Максютово (Зилаирский район)
Максю́тово (баш. Мәҡсүт) — деревня в Зилаирском районе Республики Башкортостан Российской Федерации. Входит в состав Кашкаровского сельсовета.

## География

### Географическое положение
Расстояние до:
- районного центра (Зилаир): 26 км,
- центра сельсовета (Кашкарово): 9 км,
- ближайшей железнодорожной станции (Сибай): 92 км.

## Население
| 2002 | 2009 | 2010 |
| ---- | ---- | ---- |
| 131  | ↘93  | ↘83  |

Национальный состав
Согласно переписи 2002 года, преобладающая национальность — башкиры (100 %).

## Известные уроженцы, жители
- Бикбулатов Фарит Хайбуллович — советский, российский башкирский певец, народный артист Башкирской АССР.